# Raiffeisen Spar + Kreditbank
Die Raiffeisen Spar + Kreditbank eG (im Außenauftritt Raiffeisen Spar+Kreditbank eG) ist eine deutsche Genossenschaftsbank mit Sitz in der bayerischen Kreisstadt Lauf an der Pegnitz im Landkreis Nürnberger Land.

## Geschichte
Im März 1877 gründete sich der Spar- und Darlehenskassenvereins Lauf e.V. auf Anregung des Laufer Uhrmachermeisters und Spezereiwarenhändlers Konrad Michael Schmidt. Der Verein bestand aus 40 Mitgliedern, die sich aus der Landwirtschaft, dem Handwerk, dem Handel sowie aus der Arbeiterschaft zusammensetzten. Ein Anlass für die Gründung bestand laut Gründungsprotokoll in der „gewissenlosen Geldwucherei“ von privaten Geldverleihern, die vor allem die Landwirte und Kleingewerbetreibenden bedrückte. Die von Friedrich Wilhelm Raiffeisen in seinem heimatlichen Westerwald erprobte und bewährte Form der Genossenschaft wies auch in Lauf an der Pegnitz den Weg, wie man in solidarischer Selbsthilfe ein funktionierendes, vor Ort verankertes Spar- und Kreditwesen für Landwirtschaft, Kleingewerbe und Arbeiterschaft schaffen konnte. Am 31. Juli 1880 erfolgte die Eintragung des Spar- und Darlehenskassenvereins Lauf in das Genossenschaftsregister des Amtsgerichts Nürnberg. Die Laufer Kreditgenossenschaft ist damit die älteste Raiffeisenbank in Mittelfranken und eine der ersten in Bayern überhaupt. Mit dem Eintrag in das Genossenschaftsregister wurde der Verein eine Kreditgenossenschaft im Sinne Friedrich Wilhelm Raiffeisens.
Hans Schmidt, Kaminkehrermeister in Lauf, übernahm 1890 das Vorstandsamt des Spar- und Darlehenskassenvereins Lauf eG. Unter seiner Vorstandschaft etablierte sich die Genossenschaft in der Stadt Lauf an der Pegnitz und kam über anfängliche Schwierigkeiten und „Anfeindungen“  hinweg. Im Jahr 1893 verfügte die Genossenschaft bereits über 193 Mitglieder. Hans Schmidt war eine der prägendsten Persönlichkeiten in der Stadt Lauf an der Pegnitz zwischen 1890 und 1925; in Vereinen, in der neu entstehenden katholischen Kirchengemeinde und im weiteren öffentlichen Leben engagiert, wurde der 1856 geborene Kaminkehrermeister 1912 in den Magistratsrat und 1919 zum Ersten Bürgermeister der Stadt gewählt.
Zwischen 1896 (Schönberg) und 1925 (Hormersdorf) gründeten sich im Landkreis Lauf an der Pegnitz u. a. in Günthersbühl, Großbellhofen, Kirchröttenbach, Osternohe, Ottensoos, Rückersdorf, Schönberg, Simonshofen sowie Weigenhofen Raiffeisen-Kreditgenossenschaften. Anders als der Spar- und Darlehenskassenverein Lauf betrieben die ländlichen Kreditgenossenschaften auch das klassische Warengeschäft mit Saatgut, Düngemitteln und anderem landwirtschaftlichen Bedarf. Hervorzuheben sind hierbei vor allem Ottensoos mit einem eigenen Lagerhaus an der Bahnlinie links der Pegnitz, Simmelsdorf und Schönberg. Vom Gesamtumsatz her überflügeln einige der ländlichen Kreditgenossenschaften – allen voran Rückersdorf (Mittelfranken) – diejenige der Kreisstadt Lauf, nicht aber von den Mitgliederzahlen her.
Im Nationalsozialismus wurden die Kreditgenossenschaften auch im Landkreis Lauf an der Pegnitz gleichgeschaltet und erlangten erst nach dem Zweiten Weltkrieg ihre Selbstständigkeit zurück. Die wirtschaftliche Entwicklung der folgenden Jahrzehnte zeigte, dass gerade diese Form der Genossenschaft überlebensfähig war. Dagegen verloren die von der NS-Regierung so geförderten Arbeits- und Verarbeitungsgenossenschaften mehr und mehr an Boden.
1945 war der Spar- und Darlehensverein Lauf eG mit knapp 300 Mitgliedern die mitgliederstärkste Raiffeisengenossenschaft im Landkreis Lauf an der Pegnitz. In größeren Orten wie Ottensoos, Rückersdorf (Mittelfranken) oder Schönberg (Lauf) zählten die Genossenschaften zwischen 100 und 200 Mitglieder, während in den kleineren Orten oftmals die 100 nicht erreicht wurden. Die heutige Raiffeisen Spar + Kreditbank eG Lauf wurde daher seit den 1960er Jahren zum Kristallisationspunkt des genossenschaftlichen Bankenwesens in Lauf an der Pegnitz und seinem Umland. Zwischen 1962 (Fusion mit den Raiffeisenkassen von Günthersbühl, Kersbach und Simonshofen-Dehnberg) und 1998 (Fusion mit der Raiffeisenbank Röthenbach-Rückersdorf eG) weitete sie ihre Tätigkeit auf nahezu den gesamten Bereich des Landkreises Lauf an der Pegnitz aus.
Nach außen hin manifestierte sich dieses Wachstum im Neubau der Hauptgeschäftsstelle im Jahr 1975 am Bahnhof Lauf rechts der Pegnitz, von wo aus die Geschicke der Bank bis heute gelenkt werden. Dort erinnert inzwischen die Raiffeisenstraße und das Raiffeisendenkmal an den Begründer der Genossenschaftsidee.
Der starke Rückgang der Beschäftigten in der Landwirtschaft erforderte seit den 1970er Jahren die Hinwendung zu anderen Kundenkreisen. Von Anfang an waren in der Laufer Kreditgenossenschaft Handwerker, Gewerbetreibende und Arbeiter zu finden und bildeten einen festen Kundenstamm.
Folgende Fusionen fanden in der Vergangenheit statt:
- 1996 – Fusion der RAIFFEISEN – Spar + Kreditbank eG mit der Raiffeisenbank Röthenbach – Rückersdorf eG mit dem Sitz in Röthenbach an der Pegnitz
- 1989 – Fusion der RAIFFEISEN – Spar + Kreditbank eG mit der Raiffeisenkasse Ottensoos eG mit dem Sitz in Ottensoos
- 1982 – Fusion der RAIFFEISEN – Spar + Kreditbank eG mit der Raiffeisenkasse Schönberg eG mit dem Sitz in Schönberg
- 1969 – Fusion der Raiffeisen – Spar + Kreditbank Lauf eGmbH mit der Raiffeisenkasse Weigenhofen eGmbH mit dem Sitz in Weigenhofen
- 1968 – Fusion der Raiffeisen – Spar + Kreditbank Lauf eGmbH mit der Raiffeisenkasse Osternohe eGmbH mit dem Sitz in Osternohe
- 1965 – Fusion der Raiffeisen – Spar + Kreditbank Lauf eGmbH mit der Raiffeisenkasse Großbellhofen und Umgebung eGmbH mit dem Sitz in Großbellhofen, der Raiffeisenkasse Herpersdorf und Umgebung eGmbH mit dem Sitz in Herpersdorf, der Raiffeisenkasse Hormersdorf eGmbH mit dem Sitz in Hormersdorf und der Raiffeisenkasse Kirchröttenbach eGmbH mit dem Sitz in Kirchröttenbach
- 1964 – Fusion der Raiffeisen – Spar + Kreditbank Lauf eGmbH mit der Raiffeisenkasse Simmelsdorf-Diepoltsdorf eGmbH mit dem Sitz in Simmelsdorf
- 1962 – Fusion der Raiffeisen – Spar + Kreditbank Lauf eGmuH mit der Raiffeisenkasse Günthersbühl eGmuH mit dem Sitz in Günthersbühl, der Raiffeisenkasse Kersbach und Umgebung eGmuH mit dem Sitz in Kersbach und der Raiffeisenkasse Simonshofen-Dehnberg eGmuH mit dem Sitz in Simonshofen
- 1962 – Fusion der Raiffeisenbank Röthenbach/Pegnitz eGmbH mit dem Sitz in Röthenbach an der Pegnitz mit der Raiffeisenbank Rückersdorf eGmbH mit dem Sitz in Rückersdorf zur Raiffeisenbank Röthenbach/Peg. – Rückersdorf eGmbH mit dem Sitz in Rückersdorf
- 1957 – Fusion der Raiffeisenkasse Oberndorf und Umgebung eGmuH mit dem Sitz in Oberndorf mit der Raiffeisenkasse Simmelsdorf-Diepoltsdorf eGmuH

## Rechtsverhältnisse
Die Raiffeisen Spar + Kreditbank eG (lt. GnR „RAIFFEISEN Spar + Kreditbank eG“)  ist im Genossenschaftsregister beim Amtsgericht Nürnberg unter GnR 128 eingetragen.

## Organisationsstruktur
Rechtsgrundlagen sind das Genossenschaftsgesetz und die durch die Vertreterversammlung beschlossene Satzung. Organe der Bank sind der Vorstand, der Aufsichtsrat und die Vertreterversammlung.

## Mitgliedschaft
Die Raiffeisen Spar + Kreditbank eG Lauf wird als Genossenschaftsbank von ihren über 8.600 Mitgliedern getragen. Hauptzweck der Genossenschaft ist die wirtschaftliche Förderung und Betreuung ihrer Mitglieder (§ 2 der Satzung). Gemäß Satzung wählen die Mitglieder im vierjährigen Turnus aus ihren Reihen die Vertreter (ein Vertreter je 100 Mitglieder), welche dann an der jährlich stattfindenden Vertreterversammlung teilnehmen. Die Vertreterversammlung nimmt wichtige in der Satzung geregelte Aufgaben wahr.

## Sicherungseinrichtung
Die Raiffeisen Spar + Kreditbank eG ist der amtlich anerkannten Sicherungseinrichtung des Bundesverbandes der Deutschen Volksbanken und Raiffeisenbanken GmbH und der zusätzlichen freiwilligen Sicherungseinrichtung des Bundesverbandes der Deutschen Volksbanken und Raiffeisenbanken e.V. angeschlossen. Der gesetzliche Prüfungsverband ist der Genossenschaftsverband Bayern e.V. (GVB).

## Geschäftsausrichtung
Die Raiffeisen Spar + Kreditbank eG betreibt das Universalbankgeschäft und ist Teil der genossenschaftlichen Finanzgruppe Volksbanken Raiffeisenbanken und Mitglied beim Bundesverband der Deutschen Volksbanken und Raiffeisenbanken (BVR). Im Verbundgeschäft arbeitet sie mit der DZ Bank, R+V Versicherung, Bausparkasse Schwäbisch Hall, Teambank, VR Smart Finanz, DZ Privatbank, Münchener Hypothekenbank, DZ Hyp und der Union Investment zusammen.

## Geschäftsgebiet
Das Geschäftsgebiet liegt im Westen des Landkreises Nürnberger Land im Nürnberger Land und umfasst die Städte Lauf an der Pegnitz und Röthenbach an der Pegnitz sowie die Gemeinden Rückersdorf, Schnaittach, Neunkirchen am Sand, Herpersdorf, Schönberg, Hüttenbach und Ottensoos.
An diesen Orten betreibt die Bank Filialen:
- Lauf an der Pegnitz (Hauptstelle, jur. Sitz + 1 SB-Geschäftsstelle)
- Röthenbach an der Pegnitz (Geschäftsstelle)
- Schnaittach (Geschäftsstelle)
- Ottensoos (SB-Geschäftsstelle)
- Rückersdorf (SB-Geschäftsstelle)
- Schönberg (SB-Geschäftsstelle)
- Neunkirchen am Sand (SB-Geschäftsstelle)